# Lago Quetru
El lago Quetru es un cuerpo de agua superficial ubicado en la Región de Aysén y vierte sus aguas al río Pascua en su curso medio, casi directamente.

## Ubicación y descripción
El lago esta a ubicado a 93 km al sureste de Tortel.

## Historia
Luis Risopatrón lo describe en su Diccionario Jeográfico de Chile (1924):
Quetru (Lago). Es de mediana estensión i desagua por el S al codo N del río Pascua; se ve en él un bosque sumergido.

## Población, economía y ecología
SERNATUR lo describe como:: 81 
Se localiza entre los ríos Bravo y Pascua. Actualmente se está construyendo un camino hacia el ventisquero Jorge Montt que bordea el lago Quetru hasta empalmar con el camino austral. Este lago esta rodeado de vegetación nativa destacando las lengas y coigues. El sector esta rodeado de grandes montañas nevadas debido a su proximidad con el campo de hielo sur.